# Kinbergonuphis mixta
Kinbergonuphis mixta är en ringmaskart som först beskrevs av Fauchald och Hancock 1981.  Kinbergonuphis mixta ingår i släktet Kinbergonuphis och familjen Onuphidae. Inga underarter finns listade i Catalogue of Life.